# Diskoton
Diskoton je bila ena izmed največjih glasbenih založb v nekdanji Jugoslaviji, s sedežem v Sarajevu.

## Zgodovina
Založba Diskoton je nastala leta 1974.
Prva stranka založbe Diskoton je bila skupina Indexi, ki so prekinili svojo pogodbo z založbo Jugoton in izdali svoj singl Jedina Moja / I tvoje će proći pri Diskotonu.
Med vojno v Bosni in Hercegovini je bil studio, skupaj z veliko večino posnetkov, popolnoma uničen. Založba je zadnje albume izdala 1991, prenehala pa je obstajati leta 1992.
Ker je bila založba uničena in je prenehala z delovanjem s tem pa ni bilo bojazni pred sodnim preganjanjem so se v času vojne in kmalu po njej pod imenom Diskoton zelo pogosto pojavljale piratske CD plošče s kopijami diskotonovih LP plošč in kaset, ki nikoli niso izšle na CD nosilcu ter razne bootleg CD plošče nekdanjih varovancev založbe (v času uradnega delovanja je založba izdala če nekaj več kot 10 albumov na CD nosilcu).

## Izvajalci
Nekateri izvajalci, katerih dela je izdajala založba Diskoton:
| - Amajlija - Ambasadori - Bajaga i Instruktori - Đorđe Balašević - Bele višnje - Bijelo dugme - Goran Bregović - Boomerang - Zdravko Čolić - Arsen Dedić - Divlje jagode - Raša Đelmaš - Haris Džinović - Hari Mata Hari - Indexi - Jugosloveni - Kongres - Lepa Brena - Srđan Marjanović - Seid Memić - Merlin - Kemal Monteno - Boban Petrović - Zoran Predin - Regina - Jadranka Stojaković - Miladin Šobić - Tifa Band - Neda Ukraden - Milić Vukašinović - Slatki greh - Zabranjeno pušenje - Zana |

Tako kot ostale jugoslovanske glasbene založbe, je tudi založba Diskoton imela licence za izdajanje del tujih izvajalcev, kot so:  The Commodores, Marvin Gaye, Gonzalez, Roy Harper, John Holt, Diana Ross, Tavares, The Temptations, Stevie Wonder in drugi.

## Konkurenti
Največje konkurentske založbe iz bivše Jugoslavije sta bili beograjski PGP RTB in Jugodisk, zagrebški Jugoton in Suzy in ljubljanska založba ZKP RTV Ljubljana.